# 新川村 (富山県)
新川村（にいかわむら）は、かつて富山県中新川郡にあった村。

## 沿革
- 1941年（昭和16年）6月1日 - 中新川郡寺田村及び弓庄村が合併して、中新川郡新川村が発足する。
- 1954年（昭和29年）7月10日 - 中新川郡立山町に編入する。

## 歴代村長
出典→
- 増田周次郎（初代および2代目、1941年11月12日 - 1946年11月21日）
- 金岡吉雄（3代目、公選、1947年4月5日 - 1951年4月4日）
- 平田盛秋（4代目、公選、1951年4月24日 - 1954年7月9日）

## 備考
村役場については、当初若宮の民家を借りていたが、後に旧弓庄村の役場跡に移転し、その後、元の寺田村役場跡に移された。
村内の世帯数は、立山町との合併直前時点で、664世帯であった。